# ぐりり
ぐりりは、宮城県を放送対象地域としているテレビ朝日（ANN）系列局の東日本放送（khb）のマスコットキャラクター。キャラクターデザインは「ぼのぼの」「忍ペンまん丸」などで知られる宮城在住の漫画家のいがらしみきおが手掛けた。ディレクターはクマガイコウキ。東日本放送が開局15周年を迎えた1990年から展開している「KHBグリーンキャンペーン」のマスコットキャラクター「ぐりりん」の子供として、2000年春に誕生した。「宮城のキューティーダイナマイト」と紹介されている。
2021年10月1日、局のロゴ変更に合わせてぐりりのキャラクターデザインも変更された。

## キャラクター

### ぐりり
- 種類 : オコジョ
- 出身 : 宮城県の森の中
- 年齢 : 推定生後3ヶ月
- 登場年 : 2000年
- 性格 : 好奇心旺盛で楽天家
- 特技 : どこにでもかくれられる

### 仲間たち
テントン
テントウムシ。毒舌。命名はぐりり。
よしだふくろう
フクロウ。老鳥。暗いときに目が光りライトとして活用できるので、ぐりりに誘われ共に旅をしている。かつて、人間に飼われていた。命名はそのときの飼い主（人間）。
ミカエル
海ガエル。水をかけると喋る。
しずるくん
ぐりりの従兄弟。ぐりりをいじめていたことがある。クジラ谷在住。
だべじいさん
クジラ谷の主。しずるの祖父。
上記のキャラクターは2021年9月30日をもって出現しなくなり、10月1日より次の2匹に変わっている。3匹をまとめて「ぐりり〜ず」と呼ばれている。　
ジョー
ぐりりと同じオコジョの男の子で推定生後3ヶ月の幼馴染。「負けず嫌いで少しツンデレ」な性格であり何かとぐりりを敵視するもぐりり自身は大して気にも留めていない。
うー
生後1ヶ月くらいのカワウソの男の子。ぐりりのことが好きでいつもついて回る。「うー」しか喋れないが、ぐりりは通訳ができる。

### ぐりりの家族
父：ぐりりん
東日本放送が1990年から開始した「KHBグリーンキャンペーン」のマスコット。キャラクターデザインはぐりりと同じく漫画家・いがらしみきおが担当。
母
消息不明。ぐりりが幼い頃に旅に出た。

## 週刊ぐりり絵本
2003年7月7日より、東日本放送公式サイト内に開設された公式ページ「いらっしゃい！ぐりりぱーく」にて、Flashを使用したスライドショー「週刊ぐりり絵本」がおよそ週一回の更新ペースで公開された。シーズン1は226話、シーズン2は102話で完結しており、サイト閉鎖まで同ページにて全話を見ることが出来た。

### あらすじ
- シーズン1「おかあさんを探そう！の巻」（全226話：2003年7月7日 - 2008年4月30日）
  - ぐりりの母は、ぐりりの幼い頃に旅に出ていた。そんなある日、ぐりりはテントウムシと出会い友達になる。その後、二人で、ぐりりの母を捜すことを決意。そして、二人は旅に出たが、とんでもないハプニングが待ち受ける。
- シーズン2「森をつくろう！の巻」（全102話：2008年8月4日 - 2010年7月19日）
  - ぐりりのもとに、誰でも子分にしたがる幼なじみのジョーが現れた。ジョーは子分をさがすうち、うーくんに出会う。無理やりうーくんを子分にしようとするジョーだったが、ぐりりにおこられ失敗。よしださんから、うーくんがニホンカワウソの生き残りだと聞いたぐりり達は、うーくんのおうちをさがしに川の上流へと向かう、そこで彼らが見たものとは。

### キャラクター
- ぐりり
- テントン
- ミカエル
- よしだふくろう
- ガララ
- しずる
- だべじいさん
- シーズン2から登場
  - ジョー
  - うー

## アニメ 「飛び出せ!ぐりりの大冒険」
2005年9月3日、東日本放送開局30周年記念番組『10時間生放送!!とどけ!みんなの願い地球の願い』の中で全10話が随時放送された。作品中、仙台の市街地（藤崎、一番町、定禅寺通）などにぐりりがCGで登場していた。

### DVD｢飛び出せ！ぐりりの大冒険」
2006年4月10日、未放送シーンや主題歌を加えて再編集されたDVDが同局から発売された。また、アニメのほか、ぐりりが出ていた全てのCMスポットなどの映像、作者の書き下ろしマンガ、ぐりりのプロフィールなども収録されている。

### 声の出演
- ぐりり：岩田有未（当時東日本放送アナウンサー、現在はフリー）
- テントン：大坂ともお
- よしださん：加川潤（東日本放送アナウンサー）
- しずるくん：かわのめえりこ（六華亭遊花）
- だべじいさん：本間秋彦
- ナレーション：伊藤文（当時東日本放送アナウンサー、現在は中国放送所属）

## DVD「ぐりりとあそぼう」
2011年9月3日、ぐりりのCMソング「いつでもいっしょ」フルバージョンの歌アニメ、ぐりり絵本「ぐりりと仲間たち」、ぐりり ・ジョー ・うー・テントン・ミカエル・よしだふくろうの6キャラクターの「絵かき歌」と前作「飛び出せ!ぐりりの大冒険」以降に発表されたぐりり関連のCMなどから8作品を収録したDVDが東日本放送から発売された。

## アニメ『ぐりり～ずアニメ！』
2014年10月2日より、東日本放送のPR番組『5chでサンキュー』内で、ミニアニメが毎週木曜の午後6時55分より放送された。2015年3月5日、3月26日の放送では「ぼのぼの」が友情出演し、初共演を果たしている。

## ミニ番組
東日本放送の平日夕方のローカルニュース番組である『スーパーJチャンネルみやぎ』（現・チャージ!）放送後、ぐりりと東日本放送のアナウンサーが番組やイベントを紹介するミニ番組『プリーズ!ぐりりぱーく』が放送されていた。

## ぐりりダンス
2005年度に東日本放送の局名告知（オープニング）にも用いられた。正式には「ぐりりダンス〜ほら・もう・はっぴ〜〜」で岩田有未とぐりり、終盤では当時所属のアナウンサーで踊っていた。コールサインは出ないが、画面上部でチャンネルがロール表示されていた。
2020年にYouTubeチャネルの動画コンテンツとして「おうちでおどろう!　ぐりりダンス　ぐりりとKHBアナウンサーと一緒にぐりりダンスをおどろう」がアップロードされた。

## コラボレーション
2015年5月より、東日本放送の開局40周年とマイメロディの誕生40周年を記念して、コラボレーション「ぐりり×マイメロディ」が展開され、株式会社サンリオが主催する「2015年キャラクター大賞（コラボ部門）」にエントリーし、6位入賞を果たした。
2016年2月には朝日放送制作・テレビ朝日系列の番組『魔法つかいプリキュア!』とコラボし、ぐりり、ぐりりの帽子を被ったキュアミラクルとキュアマジカル、ぐりりの着ぐるみを着たモフルンが描かれたオリジナルグッズが期間限定でKHBプラザ（現在は閉鎖）で販売されていた。

## 公式ページの変遷
- いらっしゃい！ぐりりぱーく（2004年7月7日 - 2006年6月19日）
- いらっしゃい！ぐりりぱーく ハイデフ！（2006年6月20日 - 2008年4月6日）
  - 2006年6月18日の東日本放送の地デジ放送開始に伴いリニューアル、ハイデフはハイデフィニションから。
- いらっしゃい！ぐりりぱーく ニュービギニング☆（2008年4月7日 - ）
  - 「週刊ぐりり絵本」シーズン1の終了に伴いリニューアル、2008年5月2日より新しい仲間の名前を公募し、同年7月23日に「ジョー」と「うー」の名前が決定したことを発表した[15]。